# Paul Geipel
Paul Geipel (* 21. März 1897 in Zwota; † nach 1945) war ein deutscher Kommunalpolitiker (NSDAP).

## Leben und Wirken
Nach dem Schulbesuch ging Geipel im Gemeindeamt von Zwota zur Lehre und wechselte dann als Verwaltungsbeamter nach Loschwitz, Pegau und Zschachwitz bei Dresden. Schon relativ früh wurde er Gemeindevorstand in Hermannsdorf bei Schlettau und danach Bürgermeister der Stadt Augustusburg. Am 31. März 1932 wurde er Bürgermeister der Gemeinde Bad Elster, die 1935 Stadtrechte erhielt. Zum 1. März 1933 trat Geipel der NSDAP bei (Mitgliedsnummer 1.559.111).
Nach dem Tod von Franz Pillmayer 1939 wurde er vom Reichsstatthalter Martin Mutschmann zum neuen Oberbürgermeister der Stadt Aue (Sachsen) berufen und durch Staatsminister Karl Fritsch am 13. Juli 1940 in das neue Amt eingeführt. Er blieb bis zum Kriegsende 1945 im Amt, wurde aber bereits 1940 zur Wehrmacht einberufen und von Max Poepel vertreten.